# اس‌اس ماکامبو
اس‌اس ماکامبو (به انگلیسی: SS Makambo) یک زیردریایی بود که طول آن ۲۱۰٫۳ فوت (۶۴٫۱ متر) بود. این زیردریایی در سال ۱۹۰۷ ساخته شد.